# VCHZ Pardubice
 TJ VCHZ Pardovice ist ein Fußballverein aus der tschechischen Stadt Pardubice, der 1925 gegründet wurde, und seine erfolgreichste Zeit in den 1960er Jahren hatte.

## Geschichte
Der Verein wurde 1925 gegründet. Das erfolgreichste Jahr war die Saison 1968/69, als man die höchste Spielklasse erreicht hatte, aber nach nur einem Jahr wieder abstieg. Zeitgleich stand das Team im Pokalfinale, das jedoch gegen FK Dukla Prag verloren ging. Auch im Intertoto-Cup 1969 war die Mannschaft in dem Jahr beteiligt.
Die meiste Zeit spielte die Mannschaft zwischen der zweiten und dritten Liga.
Derzeit stellt der Club keine Vertretung in der 1. Mannschaft.

## Offizielle Namen des Vereins
- 1925 – SK Explosia Semtin
- 1948 – DSO Synthesia Semtin Pardubice
- 1950 – Chemik Semtin Pardubice
- 1953 – TJ Jiskra Semtin Pardubice
- 1958 – TJ VHCZ Pardubice
- 1990 – TJ Synthesia Pardubice
- 1993 – SK Pardubice
- 1997 – FK DROPA Pardubice 1899
- 1999 – FK Pardubice 1899